# Kolma
Kolma är en sjö i kommunen Jorois i landskapet Norra Savolax i Finland. Sjön ligger 86,1 meter över havet. Arean är 1,11 kvadratkilometer och strandlinjen är 4,81 kilometer lång. Sjön  ingår i Vuoksens huvudavrinningsområde.   Den ligger omkring 65 kilometer norr om S:t Michel och omkring 270 kilometer nordöst om Helsingfors. 